# Liste des ministres italiens des Postes et Télégraphes
Cet article dresse la liste des ministres italiens des Postes et Télégraphes entre 1889 et 1946, période d'existence du ministère.

## Liste des ministres
| Ministre                                            | Ministre                           | Mandat                               | Parti | Parti       | Gouvernement     |
| --------------------------------------------------- | ---------------------------------- | ------------------------------------ | ----- | ----------- | ---------------- |
|                                                     | Pietro Lacava                      | 10 mars 1889 – 6 février 1891        |       | Sinistra    | Crispi II        |
|                                                     | Ascanio Branca (par intérim)       | 6 février 1891 – 15 mai 1892         |       | Destra      | di Rudinì I      |
|                                                     | Camillo Finocchiaro Aprile         | 15 mai 1892 – 15 décembre 1893       |       | Sinistra    | Giolitti I       |
|                                                     | Maggiorino Ferraris                | 15 décembre 1893 – 10 mars 1896      |       | Sinistra    | Crispi III·IV    |
|                                                     | Pietro Carmine                     | 10 mars 1896 – 11 juillet 1896       |       | Destra      | di Rudinì II     |
|                                                     | Emilio Sineo                       | 11 juillet 1896 – 26 février 1898    |       | Destra      | di Rudinì III·IV |
|                                                     | Luigi Luzzatti (par intérim)       | 26 février 1898 – 1er juin 1898      |       | Destra      | di Rudinì IV     |
|                                                     | Secondo Frola                      | 1er juin 1898 – 29 juin 1898         |       | Destra      | di Rudinì V      |
|                                                     | Nunzio Nasi                        | 29 juin 1898 – 14 mai 1899           |       | Sinistra    | Pelloux I        |
|                                                     | Antonino Paternò-Castello          | 14 mai 1899 – 24 juin 1900           |       | Destra      | Pelloux II       |
|                                                     | Alessandro Pascolato               | 24 juin 1900 – 15 février 1901       |       | Sinistra    | Saracco          |
|                                                     | Tancredi Galimberti                | 15 février 1901 – 3 septembre 1903   |       | Sinistra    | Zanardelli       |
|                                                     | Enrico Stelluti Scala              | 3 septembre 1903 – 5 décembre 1904   |       | Sinistra    | Giolitti II      |
|                                                     | Francesco Tedesco (par intérim)    | 5 décembre 1904 – 27 mars 1905       |       | Sinistra    | Giolitti II      |
| Tittoni                                             | Francesco Tedesco (par intérim)    | 5 décembre 1904 – 27 mars 1905       |       | Sinistra    |                  |
|                                                     | Gismondo Morelli Gualtierotti      | 27 mars 1905 – 24 décembre 1905      |       | Sinistra    | Fortis I         |
|                                                     | Ignazio Marsengo-Bastia            | 24 décembre 1905 – 8 février 1906    |       | Sinistra    | Fortis II        |
|                                                     | Alfredo Baccelli                   | 8 février 1906 – 29 mai 1906         |       | Destra      | Sonnino I        |
|                                                     | Carlo Schanzer                     | 29 mai 1906 – 10 décembre 1909       |       | Destra      | Giolitti III     |
|                                                     | Ugo di Sant'Onofrio del Castillo   | 11 décembre 1909 – 31 mars 1910      |       | Destra      | Sonnino II       |
|                                                     | Augusto Ciuffelli                  | 31 mars 1910 – 29 mars 1911          |       | Sinistra    | Luzzatti         |
|                                                     | Teobaldo Calissano                 | 29 mars 1911 – 28 septembre 1913     |       | UL          | Giolitti IV      |
|                                                     | Francesco Tedesco (par intérim)    | 28 septembre 1913 – 24 novembre 1913 |       | UL          | Giolitti IV      |
|                                                     | Gaspare Colosimo                   | 24 novembre 1913 – 21 mars 1914      |       | UL          | Giolitti IV      |
|                                                     | Vincenzo Riccio                    | 21 mars 1914 – 18 juin 1916          |       | UL          | Salandra I·II    |
|                                                     | Luigi Fera                         | 18 juin 1916 – 23 juin 1919          |       | Indépendant | Boselli          |
| Orlando                                             | Luigi Fera                         | 18 juin 1916 – 23 juin 1919          |       | Indépendant |                  |
|                                                     | Pietro Chimienti                   | 23 juin 1919 – 14 mars 1920          |       | UL          | Nitti I          |
|                                                     | Giulio Alessio                     | 14 mars 1920 – 21 mai 1920           |       | PRI         | Nitti I          |
|                                                     | Giuseppe Paratore                  | 21 mai 1920 – 15 juin 1920           |       | PLDI        | Nitti II         |
|                                                     | Rosario Pasqualino Vassallo        | 15 juin 1920 – 4 juillet 1921        |       | UL          | Giolitti V       |
|                                                     | Vincenzo Giuffrida                 | 4 juillet 1921 – 26 février 2022     |       | PDSI        | Bonomi I         |
|                                                     | Giovanni Antonio Colonna di Cesarò | 26 février 1922 – 2 mars 1922        |       | PDSI        | Facta I          |
|                                                     | Luigi Fulci                        | 2 mars 1922 – 28 octobre 1922        |       | PDSI        | Facta I·II       |
|                                                     | Giovanni Antonio Colonna di Cesarò | 28 octobre 1922 – 5 février 1924     |       | PDSI        | Mussolini        |
|                                                     | Costanzo Ciano                     | 5 février 1924 – 30 avril 1934       |       | PNF         | Mussolini        |
|                                                     | Umberto Puppini                    | 30 avril 1934 – 24 janvier 1935      |       | PNF         | Mussolini        |
|                                                     | Antonio Stefano Benni              | 24 janvier 1935 – 31 octobre 1939    |       | PNF         | Mussolini        |
|                                                     | Giovanni Host-Venturi              | 31 octobre 1939 – 6 février 1943     |       | PNF         | Mussolini        |
|                                                     | Vittorio Cini                      | 6 février 1943 – 24 juillet 1943     |       | PNF         | Mussolini        |
|                                                     | Giuseppe Peverelli                 | 24 juillet 1943 – 25 juillet 1943    |       | PNF         | Mussolini        |
|                                                     | Federico Amoroso                   | 26 juillet 1943 – 16 novembre 1943   |       | Militaire   | Badoglio I       |
|                                                     | Tommaso Siciliani                  | 16 novembre 1943 – 17 avril 1944     |       | Indépendant | Badoglio I       |
|                                                     | Francesco Cerabona                 | 22 avril 1944 – 10 décembre 1944     |       | PDL         | Badoglio II      |
| Bonomi II                                           | Francesco Cerabona                 | 22 avril 1944 – 10 décembre 1944     |       | PDL         |                  |
| Séparé (Postes et Télécommunications et Transports) |                                    |                                      |       |             |                  |
| Titres successifs : - Communications (1924-1944)    |                                    |                                      |       |             |                  |